# Страда Пер Бачедаско (Пјаченца)
Страда Пер Бачедаско је насеље у Италији у округу Пјаченца, региону Емилија-Ромања.
Према процени из 2011. у насељу је живело 55 становника. Насеље се налази на надморској висини од 207 м.